# Robert Ahldin
Robert Ahldin, född 1971 i Stockholm, är en svensk entreprenör och riskkapitalist som är medgrundare till fondkommissionärsfirman Remium och riskkapitalbolagen Arctic Ventures, Rite Internet Ventures och Edastra.

## Utbildning
Robert Ahldin har läst två år på International Business på Eckerd College i USA.

## Yrkeskarriär
Fonden Arctic Ventures 1 Ehf, där Ahldin var partner, investerade bl.a. i Projectplace International och Tradedoubler. Genom Rite Ventures investerade Ahldin i hosting-företaget Nebula som 2012 såldes till Ratos. Ahldin är ägare till Edastra som är delägare i bl.a. Matsmart, Billogram och börsnoterade Micro Systemation. Under 2013 såldes Compricer, där Ahldin var ordförande och såddinvesterare, till Schibsted Tillväxtmedier.

## Skattesmitning
I samband med att Panamadokumenten läckte 2016 uppmärksammades att Ahldin förekom i dokumenten. I samband med hans fars bortgång hade tillgångar samlats i en stiftelse som undanhållits svensk beskattning. Ahldin begärde 2012 så kallad självrättelse för inkomståret 2006 och begärde att få betala förmögenhetsskatt retroaktivt. Ahldin påfördes 2016 ökad skatt och skattetillägg för senare år.

## Övriga uppdrag
I september 2014 startade Ahldin en insamling till förmån för Läkare Utan Gränsers insatser mot Ebola-epidemin i Västafrika. Insamlingen drog in drygt 1 miljon kronor. Ahldin ingår i PR-byrån Diplomat Communications rådgivningsgrupp tillsammans med Mona Sahlin, Mats Odell, Lars Leijonborg, Hans Dahlborg och Charlotte Strömberg.